# Ambasada Słowacji w Polsce
Ambasada Słowacji w Polsce, Ambasada Republiki Słowackiej (słow. Veľvyslanectvo Slovenskej republiky) – słowacka placówka dyplomatyczna mieszcząca się w Warszawie przy ul. Litewskiej 6.

## Podział organizacyjny

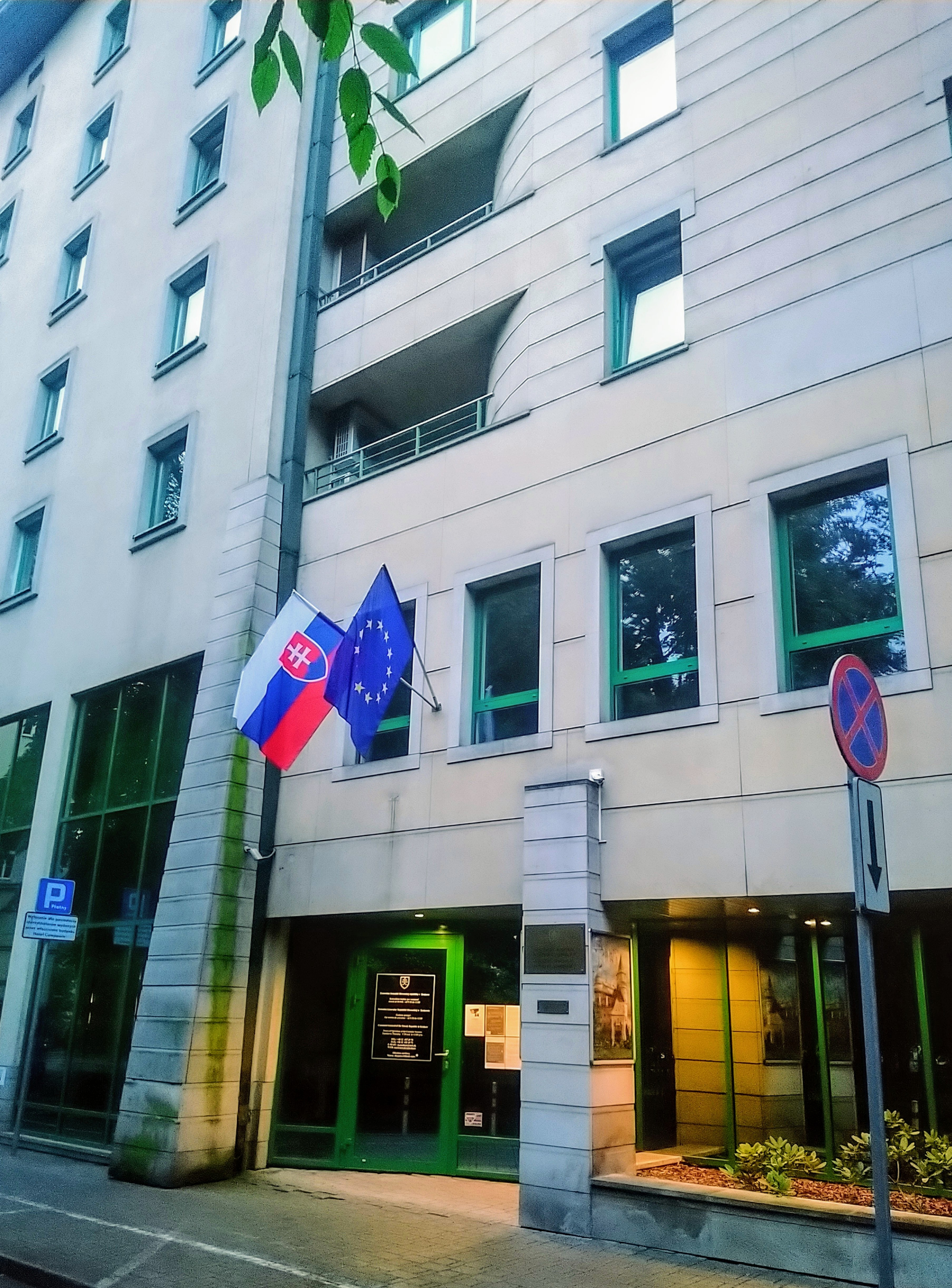
Konsulat Generalny Słowacji w Krakowie

W skład przedstawicielstwa wchodzą też:
- Wydział Polityczny (słow. Politická sekcia)
- Wydział Konsularny (słow. Konzulárna sekcia)
- Wydział Handlowo-Ekonomiczny (słow. Obchodno-ekonomická sekcia)
- Biuro Attaché Obrony (słow. Úrad vojenského pridelenca)
- Biuro Attaché Policji (słow. Úrad policajného pridelenca)
- Konsulat Generalny Słowacji w Krakowie (słow. Generálny konzulát v Krakove), ul. św. Tomasza 34
- Instytut Słowacki w Warszawie (słow. Slovenský inštitút vo Varšave), ul. Krzywe Koło 12–14 a
- Narodowe Centrum Turystyki Słowackiej (słow. Slovenská agentúra pre cestovný ruch), ul. Krakowskie Przedmieście 47/51

## Siedziba
Stosunki dyplomatyczne Polska nawiązała ze Słowacją w 1939. W Warszawie otwarto poselstwo tego kraju w kamienicy Riunione Adriatica di Sicurtà z 1939 przy ul. Prusa 8.
Stosunki dyplomatyczne reaktywowano po podziale Czechosłowacji w 1993. Ambasada Słowacji podjęła swoje obowiązki w 1994, w pałacyku księcia Wasyla Dołgorukowa z 1899 (proj. Ludwik Panczakiewicz) – do 1992 siedziby Biura Radcy Handlowego Czechosłowacji przy ul. Litewskiej 6.
Rezydencję ambasadora zlokalizowano w willi Pauliny Wierzbickiej z przełomu XIX i XX w. przy ul. Nabielaka 4 (2013).
W 1993 utworzono Instytut Słowacki w Warszawie (Slovenský inštitút vo Varšave), z siedzibą od 1995 przy ul. Krzywe Koło 12/14a.
Funkcjonuje też Konsulat Generalny w Krakowie (Generálny konzulát v Krakove) przy ul. św. Tomasza 34 (od 2003).

## Ambasadorowie
- 1939 – Ladislav Szathmáry
- 1994 – Juraj Migaš, chargé d'affaires
- 1994–1998 – Marián Servátka
- 1998–2000 – Ondrej Nemčok
- 2000–2005 – Magdaléna Vášáryová
- 2005–2010 – František Ružička
- 2010–2011 – Peter Kormúth, chargé d'affaires
- 2011–2015 – Vasil Grivna
- 2015–2020 – Dušan Krištofik
- 2020 – 2022 Andrej Droba
- od 2022 – Andrea Elscheková Matisová